# Dalston (Londen)
Dalston is een wijk in het Londense bestuurlijke gebied Hackney, in de regio Groot-Londen.

## Galerij

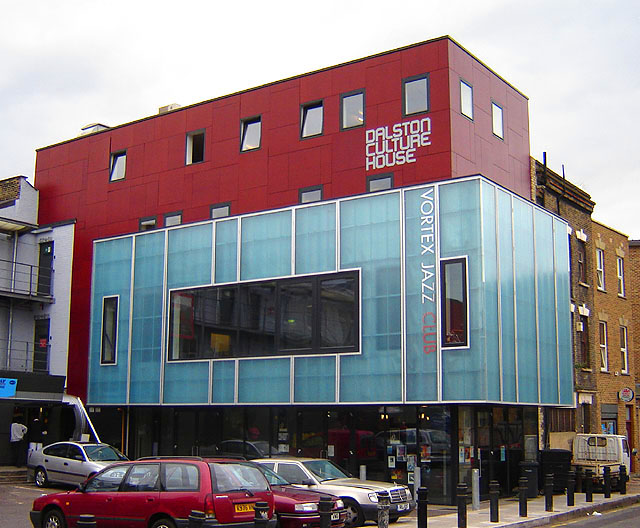
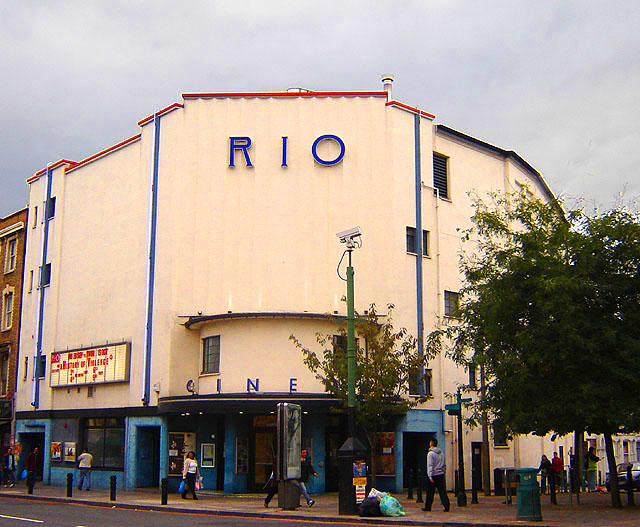
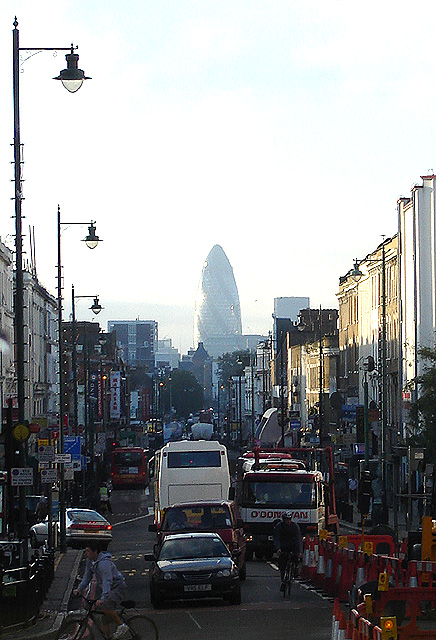